# Велішоара (Хунедоара)
Велішоара (рум. Vălișoara) — село у повіті Хунедоара в Румунії. Адміністративний центр комуни Велішоара.
Село розташоване на відстані 312 км на північний захід від Бухареста, 20 км на північ від Деви, 99 км на південний захід від Клуж-Напоки, 128 км на схід від Тімішоари.

## Населення
За даними перепису населення 2002 року у селі проживали 827 осіб.
Національний склад населення села:
| Національність | Кількість осіб | Відсоток |
| -------------- | -------------- | -------- |
| румуни         | 820            | 99,2%    |
| угорці         | 7              | 0,8%     |

Рідною мовою назвали:
| Мова      | Кількість осіб | Відсоток |
| --------- | -------------- | -------- |
| румунська | 820            | 99,2%    |
| угорська  | 7              | 0,8%     |